# 캅사
캅사(아랍어: كبسة)는 아라비아반도 지역의 쌀밥 요리이다. 바레인, 사우디아라비아, 아랍에미리트, 예멘, 오만, 카타르, 쿠웨이트 등에서 즐겨 먹으며, 그 외에도 이웃한 아라비아만(페르시아만) 연안국 이란과 레반트 지역의 요르단, 팔레스타인, 이스라엘, 튀르키예, 이라크에서 흔히 볼 수 있다. 바레인, 사우디아라비아, 카타르, 쿠웨이트의 국민 음식 가운데 하나로 여겨진다.

## 이름
아랍어 "캅사(كَبْسَة)"의 어원은 "누르다, 압축하다"를 뜻하는 동사 "카바사(كَبَسَ)"이다.
바레인, 카타르, 쿠웨이트 등 걸프 지역에서는 흔히 마츠부스(걸프 아랍어: مَچْبُوس, 표준 아랍어: مَكْبُوس 마크부스[*])라 불린다. 이 지역에서는 고기 대신 생선이나 새우를 넣어 만드는 경우 "임탑바그(مطبق)"라 부르기도 한다.

## 만들기
바스마티 등 장립종 쌀로 밥을 지으며, 고기로는 바르바리양고기나 염소고기, 닭고기 등이 쓰인다. 버터기름, 견과(아몬드, 잣, 땅콩 등), 건포도 등을 넣어 만들며, 향신료로는 흑후추, 정향, 카다멈, 사프란, 계피, 건라임, 월계수 잎, 육두구 등이 쓰인다.

## 같이 보기
- 만디